# Aurnhammer
Aurnhammer je priimek več oseb:
- Paul Aurnhammer von Aurnstein, avstro-ogrski general
- Josef Aurnhammer von Aurnstein, avstro-ogrski admiral